# 城南镇 (温岭市)
城南镇是中华人民共和国浙江省温岭市下辖的一个乡级行政区，东临隘顽湾，南连玉环市，西邻坞根镇和乐清湾，北接太平街道、城东街道、石桥头镇。是全国环境优美镇、国家级生态镇。北京时间2019年8月10日凌晨1时45分，超强台风利奇马在城南镇登陆。

## 历史沿革
明清时，现辖区分属第一、二、廿三都。民国时期先属中区，后属第一区，再属城区。1949年中华人民共和国成立后，改属城关区。次年起单独建制，为城南区。1958年公社化，成为城南公社。1961年，改分属岙环（1980年分设江湾公社）、大闾、观岙、横山四个公社。1983年公社撤销，改制为乡。1986年和1990年，岙环乡和大闾乡分别撤乡设镇，为岙环镇和大闾镇。1992年5月，城南区被撤销，江湾乡和观岙乡分别并入岙环镇和大闾镇。2001年10月，岙环镇、大闾镇、横山乡合并，成为现今的城南镇。:2005

## 行政区划
2018年底，城南镇辖49个行政村，没有社区：
大闾街村、田塘村、后里村、下许村、小东岙村、沌头村、长沙村、冷水塘村、山岙村、坑洋村、林岙村、横溪村、彭家村、二宅村、三宅村、磊石村、东峰山村、吉捕岙村、沙岙村、下街村、岙环街村、沙头门村、罗殊村、后岭村、营田村、叠岭村、彭下村、照谷村、寨门村、上塘村、珠村村、西坑村、黄湾村、山前村、山后村、大田村、西山村、理书院村、观岙村、新庄村、担屿村、双后村、联谊村、凤溪村、江湾村、双联村、龙潭村、新园村、新沙头村。
镇政府驻地在城南镇下许三路518号。

## 自然地理

### 地理位置
城南镇是温岭的南大门，东临隘顽湾，南连玉环市沙门镇和清港镇，西邻坞根镇和乐清湾，北接太平街道、城东街道、石桥头镇。是全国环境优美镇、国家级生态镇。城南镇面积达109.4平方千米，其中陆地106平方千米，水域3.1平方千米。东西最大距离21.7千米，南北最大距离12.2千米。泽坎线、林石线省道过境。:2006台州市域铁路S1线南侧终点站城南站在该镇境内，并以该镇为名。

### 自然环境
城南镇森林面积达59.4平方千米，森林覆盖率达45.8%。拥有丰富的自然资源，境内有湖漫水库、桐岭水库等22座水库，大雷溪、横山溪两条溪流，以及面积近万亩的担屿涂；物产丰富，以小海鲜闻名；境内大面积种植水果，其中“明圣”牌高橙被评为浙江名优林产品，城南是“中国高橙之乡”。

## 经济发展
凭借自然资源，城南镇主要以发展农业和旅游业为主。城南引进建设了一系列大型农业项目，从而带动了城南经济的发展。另外大力发展粮食、水果、瓜菜、中药材、水产和花卉6大农业产业链。2017年，城南镇共有从业人口44283人，其中第一产业13182人，第二产业18159人，第三产业12942人；拥有82个农民合作社，设施农业占地面积47.55平方千米。
城南镇的工商业和外贸行业亦有一定的发展:2006。2017年，城南镇共有工业企业单位328个，建筑业企业单位2个，住宿餐饮业企业6个。

## 人文

### 人口
2017年，城南镇共有户籍人口75301人。

### 科技文化
2017年末，城南镇拥有2个公共图书室或文化站。拥有6所幼儿园，3所小学，初中3所。2011年末，城南镇拥有文化艺术团体1个，文化俱乐部65个:2006。

## 基础设施
截止2017年，城南镇全部行政村都已通宽带、通电视、实现垃圾和污水集中处理、通公共交通；极少数地区未通自来水，其他地区已通。拥有市场5个，面积达50平方米的超市54个；拥有医疗卫生机构58个，250张床位。交通通信方面，2011年末，城南镇有邮政网点1个，电信企业1家。镇区道路总长度15千米，桥梁4座，公共汽车线路1条。市政建设方面，城南镇内有自来水厂1座，公园2个，面积2公顷，绿地面积4公顷。:2006

### 铁路车站
- 台州市域铁路S1线：城南站

## 荣誉
- 国家级生态镇[2]:2005
- 全国环境优美镇[2]:2005
- 浙江省兴林富民示范镇[5]
- 台州市农业特色产业强镇[5]